# Oldra Sedlmayerová
Oldra Sedlmayerová, křtěná Oldřiška Veronika (4. července 1884, Kuřim – 6. června 1954, Poděbrady) byla básnířka, publicistka a politička, blízká přítelkyně T. G. Masaryka v letech 1928 až 1934. Upravovala Masarykovy články, které pak každou neděli vycházely pod šifrou v Lidových novinách.

## Život
Česká spisovatelka, vlastním jménem Oldřiška Veronika Sedlmayerová, se narodila v Kuřimi jako nemanželská dcera Františky Michálkové, dcery učitele Františka Michálka v Jestřebí. Působila v Tetčicích u Brna, kde také zasedla v obecním zastupitelstvu a od roku 1928 po několik let vedla obecní kroniku. Vystoupila z církve. Zprvu pracovala na poště, kde se seznámila se svým manželem Janem Sedlmayerem, později přednostou stanice v Přibyslavi, s nímž měla jediného syna Oldřícha (* 1904). Jejich manželství však nebylo šťastné – Sedlmayer byl podle historika Petra Zídka sice „hodný člověk, chyběly mu však fantazie a rozlet“ a „údajně nesnášel knihy.“
Byla veřejně činná, angažovala se například v ženském hnutí (od roku 1924 stála spolu s Františkou Plamínkovou a Olgou Absolonovou-Stránskou v čele Ženské národní rady jako její delegátka za Moravu), dále ve vzdělavatelském odboru Sokola a v YWCA. Měla literární ambice, takže psala novinové články pro Lidové noviny, básně (několik básnických sbírek) a knížky pro mládež, mezi její přátele patřil např. literární kritik F. X. Šalda. Nebyla však příliš nadaná, Zídek konstatuje, že „ve svých písemnostech často měla problém rozlišit skutečné události od vlastní fantazie a její styl byl exaltovaný.“ Angažovala se rovněž v politice, a to nejprve v Československé straně pokrokové (v letech 1907–1920), později v Masarykově Realistické straně a nakonec v České straně národně sociální.
Poprvé se s Masarykem krátce viděli v roce 1906 v Borové, kde profesor promluvil na velkém táboře lidu u příležitosti padesátého výročí úmrtí Karla Havlíčka Borovského.  V roce 1928 se vdaná poštovní úřednice Sedlmayerová oficiálně seznámila s T. G. Masarykem při jeho návštěvě Rosic. Pokusila se Masarykovi políbit ruku jako známku vděčnosti, Masaryk však ucukl, protože toto gesto považovat za feudální přežitek. Oldra si později uvědomila trapnost situace a prezidentovi napsala omluvný dopis, který ho dojal natolik, že ji pozval do Lán. Tak započal milostný vztah, který trval až do roku 1933. Masaryk u ní našel něhu, zázemí a odpočinek od náročného prezidentského života, jejich vztah mu dával příležitost opustit svojí skořápku sebeovládání, zadržování emocí a celkové povahy introverta. Podle jejich korespondence se setkávali na různých místech, například na lánském zámku (letní sídlo prezidenta republiky), v pražském hotelu Esplanade nebo v bytě jejich přítelkyně Kláry Červenkové na Malé Straně. Sedlmayerová za Masarykem mohla cestovat vlakem díky povolání svého muže, který o pravé povaze jejich vztahu údajně nevěděl. Rodinní příslušníci Masaryka vztahu nepřáli, zejména jeho dcera Alice Masaryková, která považovala za svou povinnost chránit čistotu Masarykova odkazu. Podle Lenky Bobíkové „Sedlmayerová často žádala svého milence o nejrůznější intervence, např. o finanční výpomoc pro potřebné či o podporu při shánění pracovních míst pro přátele a známé. Vedle toho jí Masaryk dával i peníze – přesnou částku neznáme. Jisté je, že pro ni uvažoval o koupi domu, ale všechno skončilo pro dceřin úporný nesouhlas.“
Sedlmayerová nebyla jen Masarykovou společnicí, ale také kurýrkou a částečně editorkou – upravovala jeho články, které do redakcí nosila zašifrované, aby z nich nebyl tolik cítit prezidentův rukopis. Společně s Masarykem také sepsali veršovaný román Marie, na který se dá nahlížet jako na apologii jejich vztahu. Od poloviny roku 1932 se intenzita kontaktu mezi milenci snižovala. 19. dubna 1934 se Sedlmayerová s Masarykem setkali naposledy. Masaryk ji téhož roku požádal, aby mu už nepsala, přesto ji až do konce svého života ctil. Kolem roku 1936 se Sedlmayerová a její rodina ocitla ve finanční tísni, byl jim exekvován nábytek kvůli neschopnosti platit úroky. Po smrti Masaryka v září 1937 si Sedmayerová zapsala, že pro ni život ztrácí smysl. Na jaře 1938 splatil Edvard Beneš poslední část jejích dluhů, hrozila totiž, že zveřejní korespondenci s Masarykem.
V dubnu roku 1940 se syn Sedlmayerové zastřelil, zřejmě z nešťastné lásky, což velmi těžce nesla. V roce 1945 zemřel Sedlmayerové i manžel. Po válce se snažila Sedlmayerová těžit ze svého vztahu s T. G. Masarykem, nabízela k publikaci jeho dopisy. K dispozici měla i ty, které odesílala a které jí Masaryk svěřil s prosbou, aby ty nejintimnější spálila, což neudělala. Dopisy prodal synovec Sedlmayerové Literárnímu archívu Památníku národního písemnictví a v roce 2006 vyšel jejich výběr knižně.
Oldra Seldmayerová zemřela v roce 1954 během lázeňského pobytu poté, co se již nějakou dobu potýkala s rozedmou plic a zánětem srdečního svalu.

## Dílo
Sedlmayerové vyšly tyto knihy:
- Tři pozdravy presidentovi (1925)
- Vlajka presidentova (1928)
- Jarní pohádka, Slunéčko v okně, T. G. Masaryk (1930)
- F. X. Šalda – člověk přítel (1931)
- T. G. M. (1935)
- Tři vzpomínky na prezidenta Osvoboditele (1938)